# Dave Tregunna
Dave Tregunna är en brittisk basist och punkrockare. Han är mest känd som medlem av Sham 69, The Lords of the New Church och som en av inspirationerna till Oi!-rörelsen. 

## Biografi

### Punkåren 1977-1985
Dave Tregunna (ibland som Dave Treganna) steg fram i offentligheten som basist i ett av Englands första och mest inflytelserika punkband, Sham 69 år 1977. Sham 69 hade inte samma semi-intellektuella konstskolebakgrund som många av de samtida brittiska punkbanden och utgjorde tillsammans med band som Cockney Rejects och Angelic Upstarts grunden för den så kallade Oi!-rörelsen inom punken. Oi! var speciellt populärt bland arbetarklassen och präglades från början av de våldsamma konserterna. När publiken allt mer började utgöras av skinnskallar och medlemmar ur White Power-rörelsen som startade slagsmål i publiken, slutade Sham 69 att uppträda live och splittrades 1980. 
Tregunna och Dave Parsons startade ett kortlivat band vid namn The Wanderers, som gav ut skivan Only Lovers Left Alive, men det splittrades 1981. Samma år bildades supergruppen The Lords of the New Church, som kom att bli en av de stora inspirationerna för goth rocken, även om deras musik var mer inspirerad av glam och punk än heavy. Andra medlemmar var sångaren Stiv Bators från The Dead Boys och gitarristen Brian James samt trummisen Rat Scabies, båda från The Damned. 1982 ersattes Scabies av Barracudstrummisen Nick Turner. TLOTNC spelade in tre skivor i början av 1980-talet och var en av de få supergrupper (som det fanns många av vid den här tiden) som verkligen lyckades slå igenom på den internationella scenen. Till en stor del var det den karismatiska och dödsföraktande sångaren Bators förtjänst. Efter 1984 tappade bandet sin kreativa ådra och sammansättningen började fluktuera.

### Projekten 1986-1991
1986 förenades Dave Tregunna med ex-Hanoi Rocks-medlemmarna Andy McCoy, Nasty Suicide och Terry Chimes (tidigare också i The Clash och Generation X samt Toto Coelo-sångerskan Anita Chellemah i bandet Cherry Bombz, ännu en supergrupp, alltså. På grund av The Lords... och Hanoi Rocks framgång, fick bandet stor mediauppmärksamhet under sin korta livstid, men efter en EP och en liveskiva var det tydligt att det musikaliskt inte fungerade som det skulle, så 1987 splittrades Cherry Bombz. 
Efter Bombz fortsatte Tregunna igen en tid i Lords of the New Church, men efter att Stiv Bators fick en ryggskada 1988, splittrades bandet officiellt. 1990 grundade han ett det kortlivade Kill City Dragons, som fick ett visst erkännande för sin enda skiva 1991, men strax efter att den hade släppts, rekryterade Andy McCoy Tregunna till sitt projekt Shooting Gallery, tillsammans med sångaren Billy G Bang och trummisen Paul Garisto. Också det bandet släppt en skiva och turnerade med KISS tillsammans med Jo Almeida från Dogs d’Amour. Men i grungens tidevarv var det inte lätt att spela glam-inspirerad hårdrock och McCoys dalande karriär hade lett honom till ett kopiöst drickande, vilket också skapade irritation i bandet, trots att han nu hade lagt av med tunga droger.

### 1990-
1992 splittrades Shooting Gallery och Dave Tregunna spelade i många mindre kända projekt som det japanska Slumlords, Endorfiends och Dog Kennel Hill med Quireboys tidigare gitarrist Guy Bailey. 2001 återförenades Lords of the New Church. Med fanns originalmedlemmarna Tregunna och Brian James. Frontmannen Stiv Bators hade avlidit 1990 och sången sköttes nu av James. Bandet släppte år 2003 skivan Hang On, men splittrades igen i juni samma år. James och Tregunna fortsätter än i dag under namnet The Brian James Gang. Tregunna startade i mitten av 2000-talet bandet Void tillsammans med Timo Kaltio (nu på gitarr), sångaren Keith Sparrow och trummisen Les Riggs. Void bytte senare namn till Transystem V.

## Tregunnas band
- Sham 69
- The Wanderers
- The Lords of the New Church
- Cherry Bombz
- Kill City Dragons
- Shooting Gallery
- Slumlords
- Endorfiends
- Dog Kennel Hill
- The Brian James Gang
- Void

## Diskografi
- Tell Us The Truth  (Sham 69, 1978)
- That's Life  (Sham 69, 1978)
- The Adventures of the Hersham Boys  (Sham 69, 1979)
- The Game  (Sham 69, 1980)
- Only Lovers Left Alive (The Wanderers, 1981)
- The Lords of the New Church  (The Lords of the New Church, 1982)
- Is Nothing Sacred? (The Lords of the New Church, 1983)
- The Method to Our Madness (The Lords of the New Church, 1984)
- Coming Down Slow (Cherry Bombz, 1987)
- Kill City Dragons (Kill City Dragons, 1991)
- Shooting Gallery (Shooting Gallery, 1992)
- Hang on (The Lords of the New Church, 2003)